# Peter Gade
Peter Gade (Aalborg, 14 dicembre 1976) è un ex giocatore di badminton danese.

## Palmarès

### Mondiali
- 5 medaglie:
  - 1 argento (Siviglia 2001 nel singolare)
  - 4 bronzi (Copenaghen 1999 nel singolare; Anaheim 2005 nel singolare; Parigi 2010 nel singolare; Londra 2011 nel singolare)

### Europei
- 5 medaglie:
  - 5 ori (Sofia 1998 nel singolare; Glasgow 2000 nel singolare; Ginevra 2004 nel singolare; Den Bosch 2006 nel singolare; Manchester 2010 nel singolare)

### Thomas Cup
- 1 medaglia:
  - 1 bronzo (Wuhan 2012)

### Sudirman Cup
- 1 medaglia:
  - 1 bronzo (Qingdao 2011)

### Europei a squadre
- 3 medaglie:
  - 3 ori (Salonicco 2006; Almere 2008; Varsavia 2010)